# 鹿沼ハリストス正教会

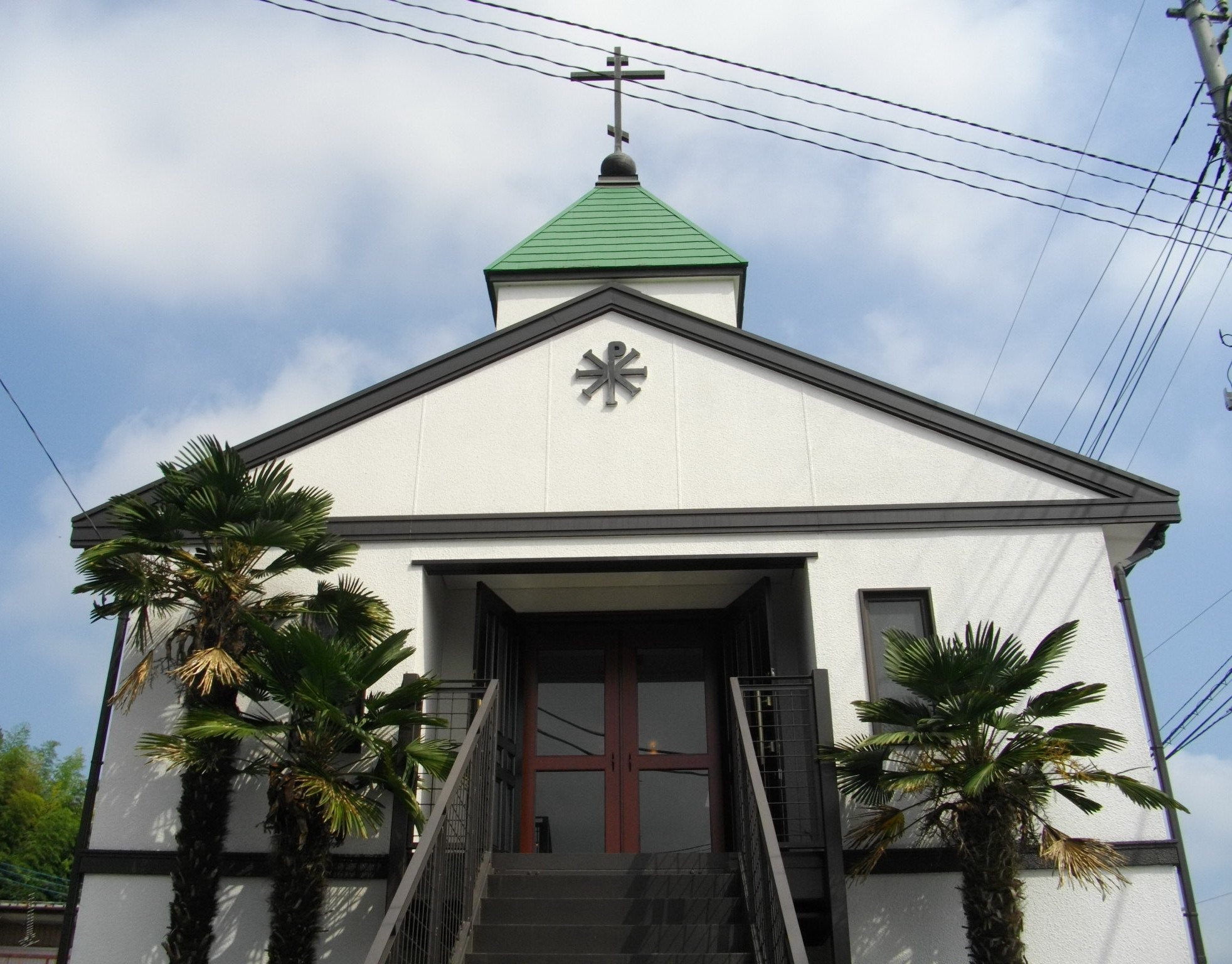
鹿沼ハリストス正教会 は、鹿沼市の中心、市役所庁舎近くに立地する。周囲は緑の多い閑静な住宅地。

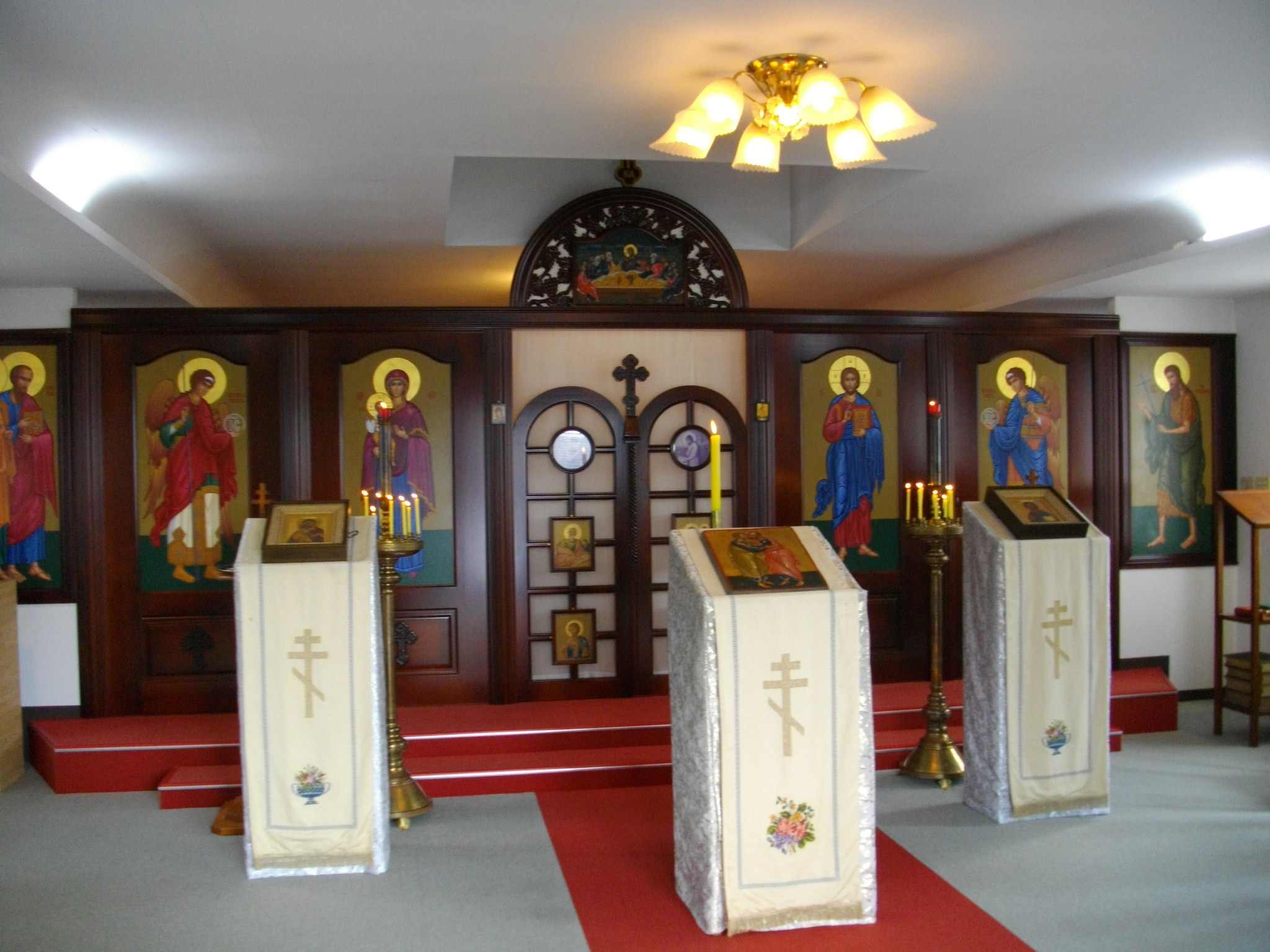
会堂内の様子。正面にイコノスタシス（聖障）が見える。アナロイ（経案）の上に置かれているのはイコン、アナロイに掛けられた布には八端十字架が刺繍されている。

鹿沼ハリストス正教会（かぬまハリストスせいきょうかい）は、栃木県鹿沼市上材木町にあるキリスト教のひとつ、正教会（通称：ギリシャ正教）の教会であり、日本ハリストス正教会教団に所属している。教区は東京大主教々区（主教座は東京復活大聖堂＝ニコライ堂）に属する。現在の会堂は『聖使徒ペトル・パウェル会堂』と呼ばれる。

## 概要
2人の伝教者による宣教の結果、この地に会堂が建てられた。現在の会堂は1991年（平成3年）に新築されたものである。一般の民家を改修したような小綺麗な2階建ての木造の会堂である。1階が信徒会館、2階が聖堂となっている。周囲は閑静な住宅地。

## 沿革
鹿沼正教会の歴史は、亜使徒ニコライがロシア正教会から派遣され日本で宣教を開始していた時代に始まっている。多くの人々の信仰と祈りに支えられ、労苦に満ちた伝教の歴史でもあった。
- 明治初期、ニコライ主教のもとより派遣された、ニコライ土屋とペトル関の2人の伝教者によって、日光および鹿沼の地で伝道が開始された。
- 1879年（明治11年） 鹿沼で初めて洗礼が行われた。
- 1891年（明治24年） 信徒と、派遣された教役者の多くの犠牲と努力のもとに、鹿沼の地に初めて会堂が建てられた。
- 1910年（明治43年） 近隣の日光の地にも会堂が建てられた。
- 第二次大戦後　日光正教会は鹿沼正教会と合併した。
- 1991年（平成3年） 実に百年ぶりに新しい会堂が建てられ、『聖使徒ペトル・パウェル会堂』と命名され、現在に至っている。
- 会堂の新築にあたって、全日本の府主教・フェオドシィ永島新二（在任1972年 - 1999年）が祝福を与え、成聖が行われた。

明治期の多くの人々の信仰と努力が、当時の教会の活動の記録に残されている。初期の教役者や信徒らは、新約聖書の「私たちは、もっぱら祈りとみことばの奉仕に励むことにします。」（使徒言行録6章）という言葉を活きたものとして実践し、豊かな信仰の実りとして今日の鹿沼正教会がある。

## 奉神礼（礼拝）

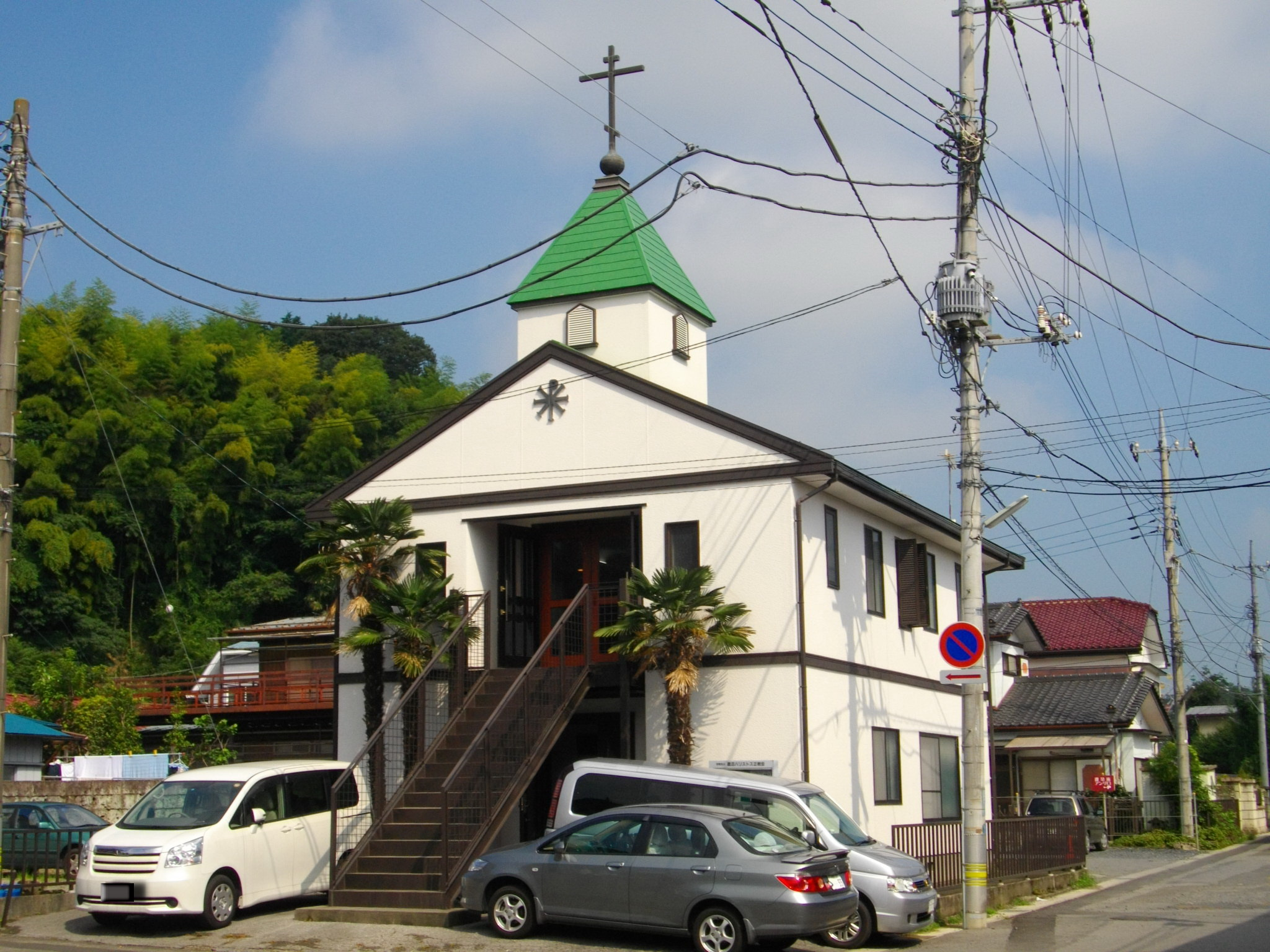
会堂の名は『聖使徒ペトル・パウェル会堂』、静かな場所にある二階建ての会堂。

現在のところ常駐の司祭（神父）は不在で、前橋の司祭が月に1回ほど巡回し、晩祷と朝10時からの聖体礼儀が執り行われている。 このほか十二大祭などに特別な奉神礼が行われることもある。各種奉神礼には信徒でなくても誰でも自由に参祷可能。
立地は閑静な住宅地にあり、すぐ近くには鹿沼市役所庁舎がある。JR日光線・鹿沼駅から西方向に徒歩で約20分，または、東武日光線・新鹿沼駅から北方向に徒歩で約15分ほどの距離にある（駅からタクシー利用可）。奉神礼が行われるのは2010年8月現在で以下の時間帯だが、臨時に変更される場合があるので、見学等訪問の際には事前に前橋ハリストス正教会に確認した方が良い。
- 奇数月：　聖体礼儀　第4土曜日　10:00 - 　，前晩祷：前日金曜日　18:00 -
- 偶数月：　聖体礼儀　第4日曜日　10:00 - 　，前晩祷：前日土曜日　18:00 -